# Jean-Laurent Ravera
Jean-Laurent Ravera (29 de agosto de 1979) é um nadador monegasco. Participou dos Jogos Olímpicos de Verão de 2004 e não ganhou medalhas.